# Oswald Julen
Oswald Julen (* 15. Februar 1912 in Zermatt, Valais; † Dezember 1998 ebenda) war ein Schweizer Skilangläufer. Julen nahm an den Olympischen Winterspielen 1936 in Garmisch-Partenkirchen teil. Im Wettbewerb der Nordischen Kombination belegte er den 21. Platz. Oswald war der Vetter von Antoine und Alphonse Julen sowie Bruder des Olympioniken Simon Julen (Skilangläufer).